# Chah Kand
Chah Kand (persiska: چاه کند) är en ort i Iran.   Den ligger i provinsen Khorasan, i den östra delen av landet, 800 km öster om huvudstaden Teheran. Chah Kand ligger 1 925 meter över havet och antalet invånare är 176.
Terrängen runt Chah Kand är platt åt nordost, men åt sydväst är den kuperad. Runt Chah Kand är det glesbefolkat, med 12 invånare per kvadratkilometer. Närmaste större samhälle är Khorāshād, 13,5 km nordväst om Chah Kand. Trakten runt Chah Kand är ofruktbar med lite eller ingen växtlighet.